# Raiffeisenbank Schwandorf-Nittenau
Die Raiffeisenbank Schwandorf-Nittenau eG war eine Genossenschaftsbank mit Hauptsitz in Schwandorf in Bayern. Im Jahre 2018 fusionierte die Bank mit der Volksbank Regensburg zur Volksbank Raiffeisenbank Regensburg-Schwandorf eG.

## Geschichte
Die Raiffeisenbank Schwandorf-Nittenau eG entstand aus 25 einzelnen Genossenschaften. Die erste von ihnen war der am 15. März 1896 gegründete Darlehenskassenverein Unterauerbach. Aus der am 22. Januar 1905 gegründeten Raiffeisenkasse Wiefelsdorf-Klardorf entstand am 20. September 1966, durch eine Sitzverlegung nach Schwandorf und eine Firmenumbenennung, die Raiffeisenbank Schwandorf. Mit der Fusion der Raiffeisenbanken Nittenau und Schwandorf wurde daraus am 24. November 1972 die Raiffeisenbank Schwandorf-Nittenau eG.
Die wohl bedeutendste Einzelgenossenschaft, die später mit in der Raiffeisenbank Schwandorf-Nittenau eG aufging und ihr einen Teil des Namens gab, war die am 17. Januar 1897 ins Leben gerufene Raiffeisenbank Nittenau. 75 Jahre lang bestand sie eigenständig, hatte von allen den größten Warenumsatz und die stärkste Bilanzsumme. Sie wurde deshalb als Muttergenossenschaft bezeichnet. Daher wurde das Gründungsjahr für das Gesamtunternehmen auf 1897 festgelegt.

## Geschäftsausrichtung
Die Raiffeisenbank Schwandorf-Nittenau eG betrieb das Universalbankgeschäft. Im Verbundgeschäft arbeitete die Raiffeisenbank Schwandorf-Nittenau mit der Allianz Versicherung, der R+V Versicherung, der DZ Bank, der DZ Privatbank, der Bausparkasse Schwäbisch Hall, der Süddeutschen Krankenversicherung, der Union Investment, der VR Leasing-Gruppe, der DG-Hyp und der Münchner Hyp zusammen. Sie besaß eine Tochtergesellschaft, die Raiffeisen-Versicherungsdienst-Immobilien GmbH.

## Geschäftsgebiet
Das Geschäftsgebiet der Raiffeisenbank Schwandorf-Nittenau eG umfasste insgesamt sieben Filialen im Landkreis Schwandorf.

## Mitgliedschaft
Die Raiffeisenbank Schwandorf-Nittenau eG betreute rund 30.000 Kunden, davon rund 11.000 Mitglieder. 

## Engagement
Die Raiffeisenbank Schwandorf-Nittenau eG förderte soziale, kulturelle und sportliche Institutionen in ihrem Geschäftsgebiet.